# 韩葆珍
韩葆珍（1940年9月—），女，汉族，天津人，中华人民共和国政治人物，曾任河北省人大常委会副主任，第九、十届全国人大代表。